# Стійка (авіація)

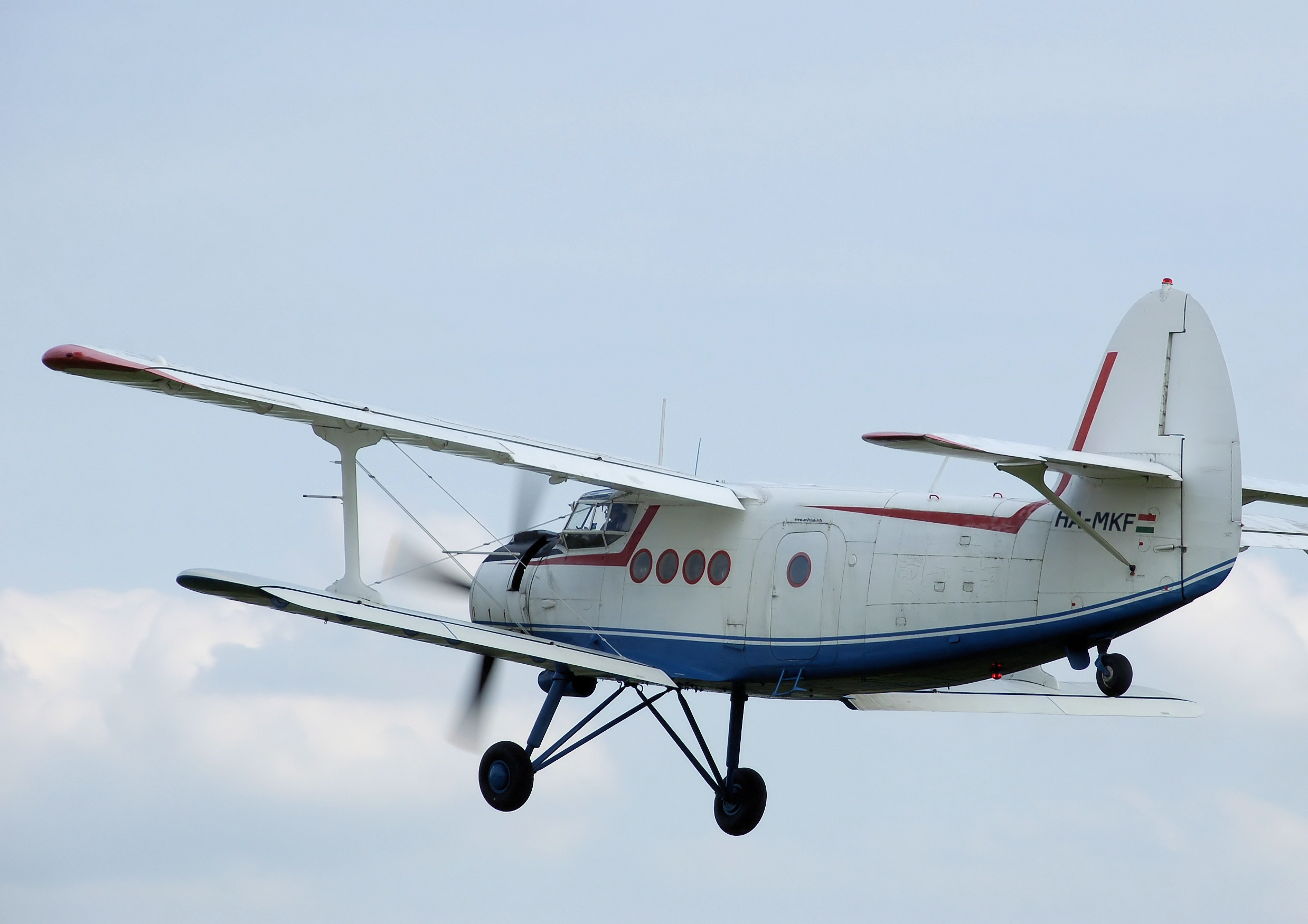
Біплан Ан-2. Видно: стійки основного шасі з підкосами; дюралюмінієва стійка, що з'єднує консолі крил; стійка-підкіс зміцнює горизонтальне оперення.

Сті́йка — в авіації вертикальний силовий елемент фермової конструкції фюзеляжу, також може слугувати для підкріплення й додання жорсткості крилам і оперенню. Крім того, стійка шасі є основним силовим елементом шасі літального апарата, що сприймає і передає на конструкцію планера концентровані статичні і динамічні навантаження, які виникають під час зльоту й особливо під час посадки літального апарата.

## Стійка у фермі
У фермових фюзеляжах усі навантаження сприймає просторова ферма, складена з трьох або чотирьох плоских ферм. Основними силовими елементами такої конструкції, крім стійки, є розкоси (підкоси), розчалки і лонжерони. Стійка у фермовій конструкції фюзеляжу працює на розтяг і стиск. Нині фермові фюзеляжі майже не використовують, їм на зміну прийшли балкові фюзеляжі, де є працююча обшивка, яка сприймає разом з каркасом з лонжеронів, стрингерів і шпангоутів згинальні та крутні моменти.

## Стійка шасі

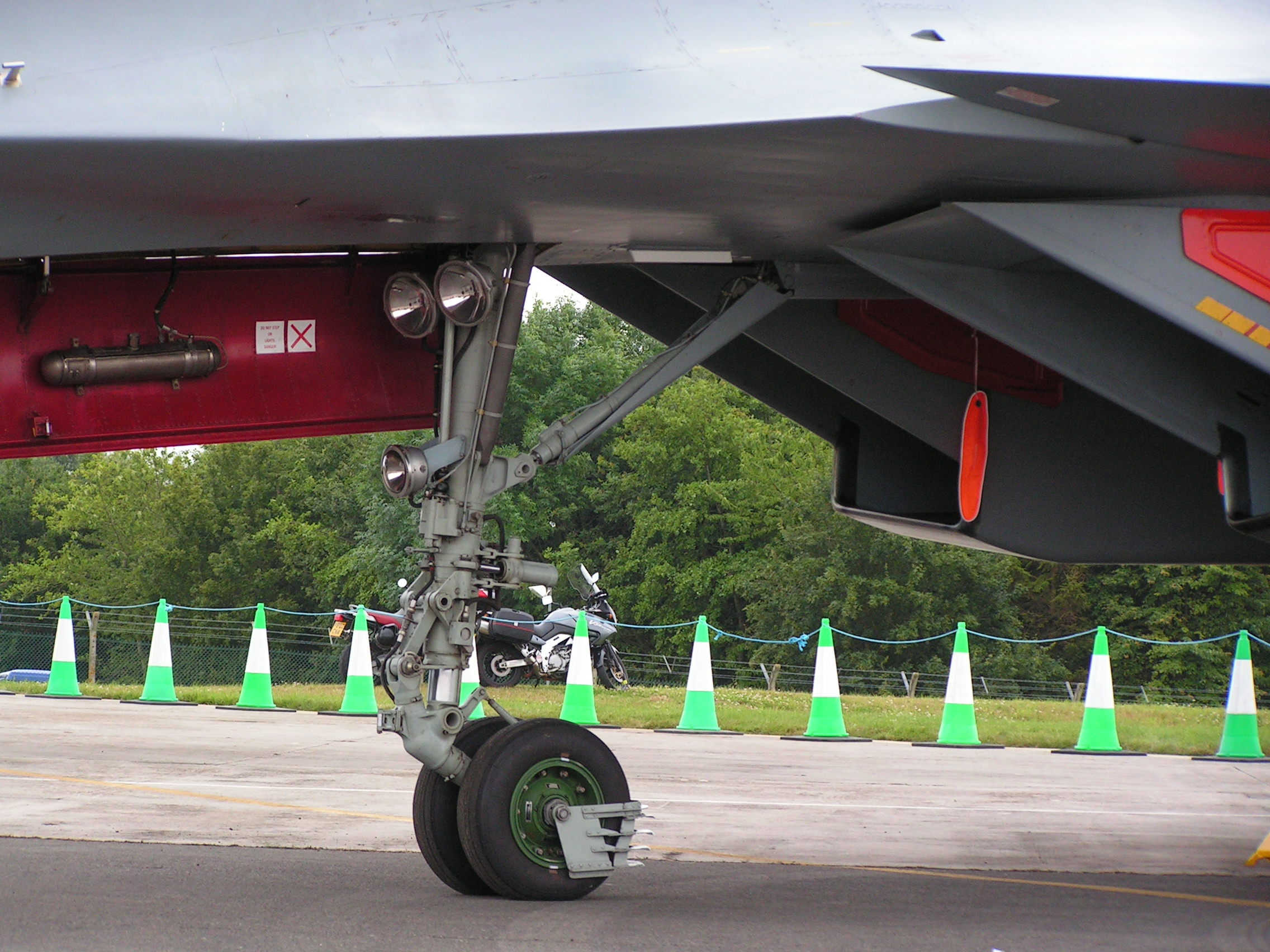
Стійка шасі Су-30МКІ з азото-масляною амортизацією.

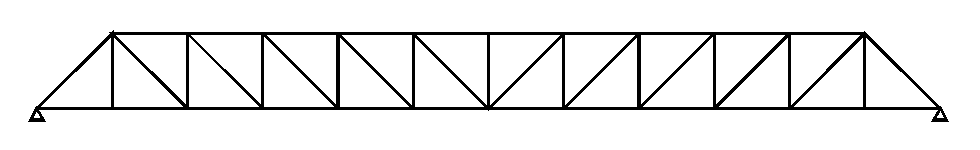
Стійка у фермі — вертикальний елемент.

Стійка є основним силовим елементом шасі літака, що сприймає і передає на конструкцію планера концентровані статичні і динамічні навантаження, які виникають під час зльоту та посадки. Основні елементи стійки шасі:
- амортизатор шасі — для забезпечення максимальної плавності ходу під час руху аеродромом, а також гасіння ударів, які виникають у момент приземлення (часто використовуються багатокамерні азото-масляні довгоходові амортизатори), можуть бути встановлені також інші додаткові стабілізувальні демпфери;
- складаний підкіс, що сприймає навантаження від лобових сил;
- розкоси — стрижні, розташовані по діагоналі шарнірного багатокутника, утвореного стійкою і підкосом, і забезпечують геометричну незмінність цього багатокутника;
- траверса — елемент кріплення стійки до крила або фюзеляжу;
- механізм орієнтації стійки шасі — для розвороту стійки під час її прибирання або випуску;
- вузол нижньої основи стійки для кріплення осі коліс до стійки;
- замки, що забезпечують фіксацію стійки у випущеному і прибраному положеннях;
- циліндри механізму випуску та прибирання шасі.

У початковий період розвитку авіації стійки шасі під час польоту літака не ховалися. Це було одним з основних джерел аеродинамічного опору. Для його зниження спочатку стали встановлювати обтічники на колеса і стійки, а потім з появою швидкісних літаків почалося широке застосування приховуваного шасі, хоча це збільшувало масу й ускладнювало його конструкцію.
На більшості пасажирських літаків стійка шасі прибирається вздовж розмаху крила в бік фюзеляжу.